# Parafia Nawiedzenia Najświętszej Maryi Panny w Piotrowicach
Parafia pod wezwaniem Nawiedzenia Najświętszej Maryi Panny w Piotrowicach – parafia rzymskokatolicka w Piotrowicach należąca do dekanatu Zator archidiecezji Krakowskiej.
Po raz pierwszy wzmiankowana została w spisie świętopietrza parafii dekanatu Zator diecezji krakowskiej z 1326 pod nazwą Petrowicz. Następnie w kolejnych spisach świętopietrza z lat 1346–1358 jako Potrovicz.